# Ch-29

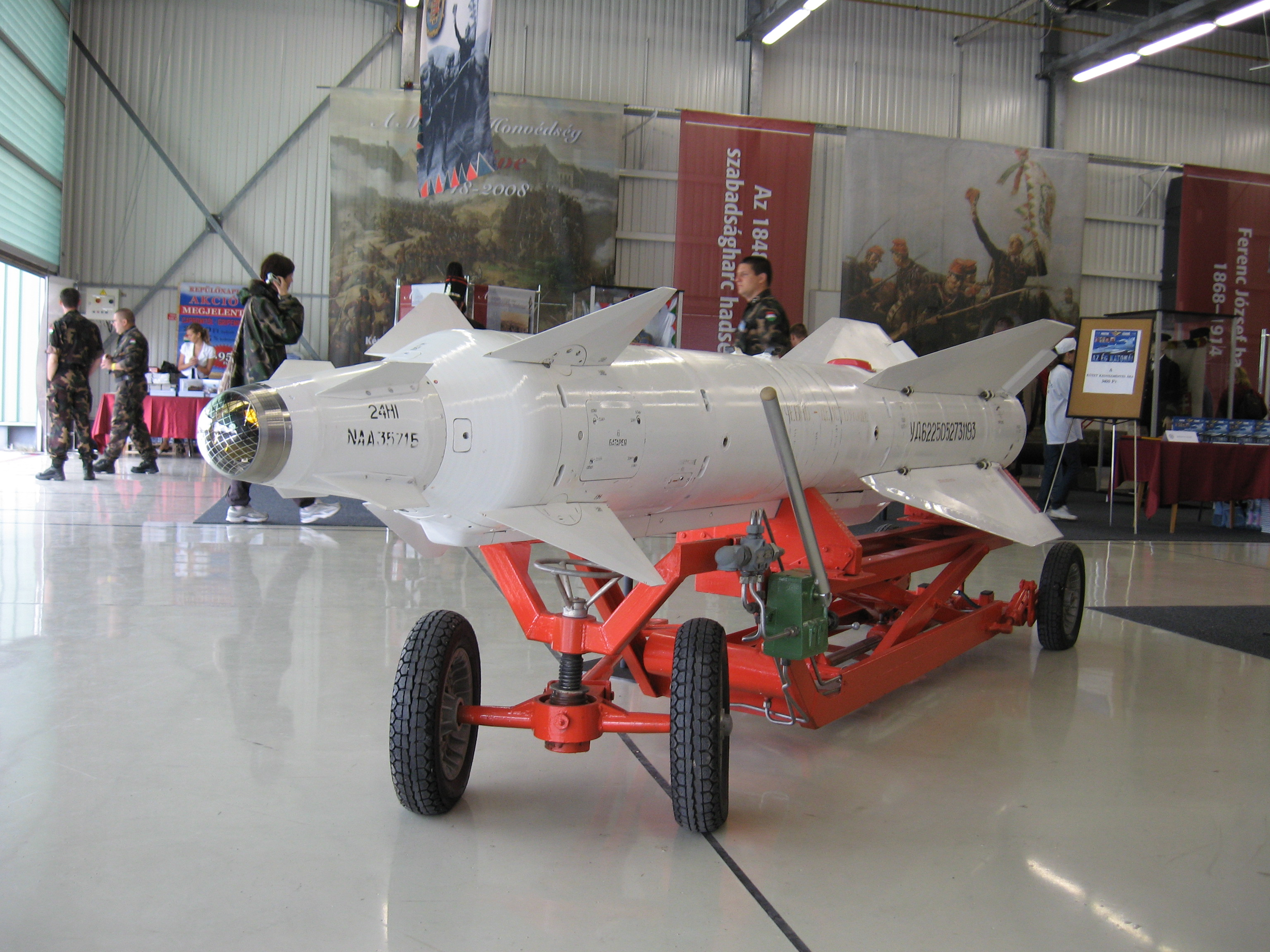
Ch-29L

Ch-29 (rusky Х-29; kód NATO: AS-14 Kedge; Index GRAU: 9M721) je sovětská střela vzduch-země s dosahem 10–30 km. Disponuje velkou bojovou hlavicí o hmotnosti 320 kg, má na výběr laserové, infračervené, aktivní radarové nebo televizní navádění. Je typicky nesena taktickými letouny jako Su-24, Su-30, MiG-29K a také Su-25, kterým poskytuje větší úderný dosah (anglicky standoff).
Ch-29 je primárně určena proti větším cílům na bojišti a infrastruktuře jako jsou průmyslové budovy, skladiště a mosty, ale lze jí použít také proti lodím do 10 000 tun, zpevněným leteckým krytům a betonovým letištním plochám.
Určitého nasazení se Ch-29 pravděpodobně dočkala během ruské invaze na Ukrajinu v roce 2022, kdy byla odpálena z letounů Su-34.

## Vývoj
V 70. letech byla OKB-4 Molnija na Ukrajině pověřena vývojem řízené střely vzduch-země proti bunkrům. V roce 1975 se vyzbrojovací divize oddělila od OKB-4 Molnija a pokračovala pod nově založenou konstrukční kanceláří Vympel. První zkušební start Ch-29 se uskutečnil v roce 1976. V roce 1980 byly sovětskému letectvu dodány první řízené střely a přijaty do služby. V současné době Ch-29 vyrábí střely společnost Tactical Missiles Corporation (KTRV).

## Varianty
- Ch-29L - s laserovým vyhledáváním.
- Ch-29ML - s modernizovaným laserovým vyhledáváním.
- Ch-29T - s televizním vyhledáváním.
- Ch-29TE - modernizovaná exportní varianta, jejíž dosah je zvýšen na 30 km.[5]
- UH-29 - cvičná varianta, která slouží k nácviku příslušníků letecko-inženýrské služby k vyzbrojování jednotlivých typů letecké techniky touto raketou, jakož i k přezkoušení provozuschopnosti jednotlivých částí elektrických obvodů letadel. Raketa nemá aktivní bojovou část ani prachovou náplň raketového motoru.[6]